# Обол Харона

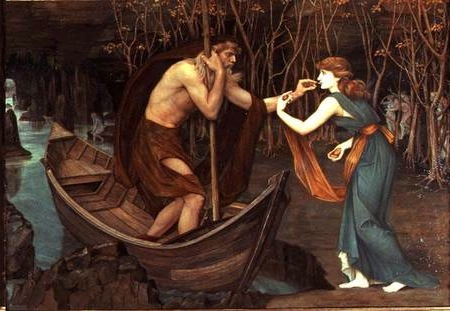
Харон и Психея (1883), прерафаэлитская интерпретация мифа художником Джона Роддама Спенсера Стэнхоупа

Обол Харона — аллюзионный термин для обозначения монеты, помещаемой на глаза или в рот умершего перед его погребением. Древнегреческие и римские литературные источники определяют эту монету как обол и описывают её как плату или взятку Харону, перевозчику душ через реку, которая отделяла мир живых от мира мёртвых. Такие монеты различных номиналов принадлежат к числу «известнейших предметов античного погребального инвентаря».
Этот обычай в первую очередь связывают с древними греками и римлянами, хотя он также встречается на древнем Ближнем Востоке. В Западной Европе подобное использование монет в погребениях встречается в регионах, населённых кельтами в римской Галлии, римской Испании и римской Британии, а также среди германских народов поздней Античности и ранней христианской эры, с единичными примерами в начале XX века.
Хотя данные археологии подтверждают, что классический миф отражает реальный обычай, размещение монет с умершими не было распространено и не ограничивалось одной монетой во рту покойника. Во многих погребениях на месте монет или крестов из золотой фольги в раннехристианский период встречаются надписанные таблички из металлических листов или экзонумии. Наличие монет или монетного клада в германских погребальных ладьях наводит на мысль об аналогичной концепции.
Фраза «обол Харона», используемая археологами, иногда может быть понята как относящаяся к определённому религиозному обряду, но часто служит своего рода сокращением для обозначения монет как погребальных предметов, предположительно способствующих переходу умершего в загробную жизнь. По-латыни обол Харона иногда именовался виатикум, или «пищей для путешествия». Размещение монеты во рту объяснялось также как печать для защиты души умершего или для предотвращения её возвращения.

## Терминология
Оболы Харона
Монета для Харона традиционно упоминается в греческой литературе как обол (др.-греч. ὀβολός), один из основных номиналов древнегреческих монет, стоимостью в 1/6 драхмы. У древних персов погребальными монетами служили данаки (др.-греч. δανάκη), у греков — помимо оболов другие относительно мелкие золотые, серебряные, бронзовые или медные монеты местного хождения. В римских литературных источниках монета для Харона обычно была бронзовая или медная. С VI по IV век до н. э. в Причерноморье малоценные монеты с изображением наконечников стрел или дельфинов использовались главным образом для «местного обмена» и служили в качестве «оболов Харона». Оплата иногда определялась термином «плата за проезд на лодке» (в древнегреческом — навлон (др.-греч. ναῦλον), в латыни — наулум (лат. naulum), «плата за переправу» (портмейон (др.-греч. πορθμήϊον или др.-греч. πορθμεῖον); или «плата за проезд по водному пути» (лат. portorium).